# Fuellas
La revista española Fuellas d'informazión d'o Consello d'a Fabla Aragonesa, comúnmente llamado simplemente Fuellas («Hojas», en castellano), es la primera y más veterana revista escrita completamente en aragonés. Se trata de la publicación periódica no diaria más antigua de Aragón, pues se edita en Huesca desde junio de 1978. 
En abril de 2019 se publicó el número 250; alrededor de 5900 páginas evidencian su importancia en el proceso de modernización del aragonés.
Es de publicación bimestral, con aproximadamente entre 20 y 32 páginas por número. Sus directores han sido, desde su fundación, el filólogo Francho Nagore y después la periodista oscense Amaya Gállego.
Se centra en la información de actualidad sobre el aragonés y la cultura realizada en aragonés: literatura, muestras, publicaciones, política lingüística, textos populares, actividades, etc. En ella han plasmado sus escritos Cleto José Torrodellas Mur, Chusé Antón Santamaría Loriente, Paz Ríos Nasarre, Óscar Latas Alegre, Ricardo Mur Saura,  Chusé Inazio Nabarro, Máximo Palacio, Nieus Luzía Dueso Lascorz, Ánchel Conte  o Juana Coscujuela.  Admite recensiones de otras publicaciones, textos cortos de creación literaria y algunos trabajos de investigación que se centren en el léxico, la gramática u otros aspectos del aragonés.